# Idas skola
Idas skola är en praktisk hushållsskola i Jönköping, numera del av Bäckadalsgymnasiet.
Idas skola är namngiven efter Ida Ljungqvist (1843–1881), som var Munksjö bruks ägare Ottonin Ljungqvists första hustru. Ottonin Ljungqvist och hans andra hustru Klara Weidling donerade 1882 en tomt vid Klostergatan och ett belopp på 50.000 kronor till Jönköpings stad. Donationen avsåg grundande och underhåll av en praktisk hushållskola med namnet Idas skola för "medellösa men för berömvärd och dygdig vandel kända flickor anställda vid Jönköpings fabriker". 
Idas skola öppnade hösten 1903. År 1908 flyttade den in i en för ändamålet uppförd byggnad vid Klostergatan, ritad av stadsarkitekten August Atterström. I kvarteret anlades också Idas park.

## En ny skolbyggnad
En ny och större skolbyggnad ritades av Lars Löfstedt och uppfördes på 1960-talet. Skolan ingår numera i Bäckadalsgymnasiet och drivs som ett restaurang- och livsmedelsgymnasieprogram.